# Казанцева Тетяна Анатоліївна
Тетяна Анатоліївна Казанцева (Каргаева) (нар. 3 грудня 1986 року, Маріуполь) — українська акторка театру та кіно, лауреатка премії за найкращу жіночу роль Національного фестивалю «Прем'єри сезону», також відома за ролями у фільмах «Духless 2», «Останній яничар», «Жереб долі» тощо.

## Життєпис
Народилася 3 грудня 1986 року у Маріуполі (Донецька область).
У шкільні роки вона відвідувала гурток танців, займалася в музичній школі, була членом чірлідерів команди баскетбольного клубу «Азовмаш». Пізніше з'явилася акторська студія при Донецькому російському драматичному театрі під керівництвом Костянтина та Анжеліки Добрунових.
2008 року закінчила Київський національний університет театру, кіно і телебачення імені Івана Карпенка-Карого за фахом актриса театру ляльок (майстерня Сергія Єфремова).
За роки навчання в українській столиці брала участь у масовках і рекламних проектах (реклама мобільних телефонів, мережі магазинів, інтернет-порталу, сигарет, банку). З січня 2008 по грудень 2011 рік працювала в Київському муніципальному академічному театрі ляльок.
У 2013 році разом з актором Олександром Мартиненком і лауреатом національної театральної премії «Київська пектораль» режисеркою Мариною Назаренко створила візуально-пластичний проект «ОнОнаЖизнь», визнаний найкращою виставою фестивалю «Прем'єри сезону» у Києві.
Активно знімається в кіно і серіалах. Дебют на телебаченні, грузинський фільм «Пора цвітіння», приніс першу головну роль. Далі були серіали («Швидка допомога», «На лінії життя», «Жереб долі», «Останній яничар»...), участь у кінофільмах «Вилікувати страх», «Духless 2» (продовження екранізації однойменного роману Сергія Мінаєва) та ін.
У мінісеріалі «Жереб долі» зіграла відразу чотири головні жіночі ролі:
|  | Спочатку ми розглядали всі варіанти: близнючок, зовні схожих дівчат. Наприклад, щоб одна актриса зіграла маму, а інша - трьох схожих на неї дочок. Або ж одна грає маму і доньку, а друга - двох інших сестер. Але чим далі, тим більше я розумів, що в гонитві за «схожістю» я сам собі створюю якісь формальні обмеження. Довелося б відмовитися від талановитої актриси тільки тому, що у неї не такий розріз очей і вона не схожа на своїх кіношних сестер. Я зрозумів, що грати всі ролі повинна одна дівчина. Це були непрості проби (режисер Олександр Будьонний) |

### Родина
- Батько — Анатолій Казанцев, лікар
- Мати — Ольга Смирнова, лікар
  - Брат — Євген Казанцев, музикант, творець ансамблю «Бряц-Band»

## Творчі проєкти

### Роботи в театрі
У виставі «Любовь до трьох апельсинів» грають лише двоє акторів — Тетяна Казанцева і Павло Борисеньок. Вони виконують всі ролі, як артисти «вуличного мистецтва», де сплав циркового мистецтва і театру ляльок набуває цілком нових форм лялькової вистави. Постановка — це хвиля, яка повинна зацікавити глядача жанром, який став наслідком комедії дель арте: спроба об'єднати акторське ремесло епохи Відродження і сучасне театральне мистецтво.
Навчальний театр Національного університету театру, кіно і телебачення імені Івана Карпенка-Карого
- 2008 — «Любов дона Перлімпліна» Ф. Гарсіа Лорка, режисер Оксана Дмитрієва — Беліса
- 2008 — «Коник-Горбоконик» Петра Єршова, режисер Михайло Урицький — всі ролі

Київський муніципальний академічний театр ляльок
- 2008 — «Непохитний олов'яний солдатик» Всеволода Данилевича за мотивами казки Ганса Крістіана Андерсена, режисер Михайло Урицький — Балеринка
- 2011 — «Любов до трьох апельсинів» Вікторії Сердюченко за мотивами ф'яби Карло Ґоцці, режисер Михайло Урицький — Кларіче / Тарталья / Моргана
- 2012 — «Дюймовочка» Ганса Крістіана Андерсена, режисер Михайло Урицький (вистава стала лауреатом премії «Київська пектораль» за 2012 рік[7])

Московський незалежний театр
- 2011 — «Майстер і Маргарита» Михайла Булгакова, режисер Валерій Белякович — Маргарита

Театр при кіностудії «Film UA»
- 2012 — «Самогубець» Миколи Ердмана, режисер Ігор Задніпряний — Клеопатра Максимівна

Незалежний проект на базі Київського академічного театру
- 2013 — «Бомонд» Анатолія Дяченка, режисер Олександр Мельник — Вона

Полтавський академічний обласний театр ляльок
- 2013 — «Антігона» Софокла, реж. Оксана Дмитрієва — Антігона

Театр PaperWall
- 2014 — «ОнОнаЖизнь», режисер Марина Назаренко — Вона[8][9] (визнаний кращим спектаклем Національного театрального фестивалю «Прем'єри сезону» в 2014 році)
- 2015 — «Ешелон № 0» Віктора Красовського та Ірини Гарец, режисер Марина Назаренко — Сестра милосердя.  Проект створено в рамках Класу молодої режисури міжнародного конкурсу україномовної драматургії «Дійові особи» театру «Школа сучасної п'єси»

Електротеатр Станіславський
- 2016 — «Золотий осел» Апулея, режисер Альберто Аль Косміко — Ісіда

Фестиваль TERRITORIЯ
- 2016 — «Російський ковчег» Олександра Ципкіна, режисер Йован Стаматович-Карич. Спектакль створений у рамках програми «Відкриті простори»

Будиночок Фанні Белл
- 2016 — «Фіндус і механічний Дід Мороз» Свена Нордквіста, режисер Олена Лабутіна — Фіндус
- 2017 — «Полювання на лисиць» Свена Нордквіста, режисер Олена Лабутіна — Фіндус
- 2018 — «Іменинний пиріг» Свена Нордквіста, режисер Олена Лабутіна — Фіндус

Лабораторія фізичного театру
- 2017 — вистава-подорож «Червоне дерево», режисер Лідія Копіна. На сцені Боярських палат СТД.

Moscow English Theatre
- 2018 — Every Brilliant Thing Дункана Макміллана, режисер Джонатан Солвей — Мати. На сцені Театру імені Володимира Маяковського.

### Фільмографія
- 2009 — Пора цвітіння (телесеріал) (Грузія) — Олена[10]
- 2010 — За законом (телесеріал) — Наталія, офіціантка
- 2010 — Не йди (короткометражний, в рамках школи акторської майстерності кінокомпанії Film UA)
- 2011 — Повернення Мухтара (телесеріал)-7 (8-ма серія «Три сосиски») — Ганна Сорокіна
- 2012 — Досьє Пікадор (телесеріал) (Грузія) — Леся, детектив
- 2012 — Ангели війни (телесеріал) — епізод
- 2013 — Шулер (телесеріал) — Катерина в молодості
- 2013 — В мережі (скетчком)
- 2013 — Вилікувати страх — Лєна, дочка Луки
- 2014 — Швидка допомога (телесеріал) — Маша Горіна
- 2014 — Помста (короткометражний, в рамках Літньої кіноакадемії Микити Михалкова)
- 2014 — Кожен пише, як він чує (спеціальний проект Єгора Дружиніна в рамках Річної кіноакадемії Микити Михалкова)
- 2014 — Таблетка від сліз (телефільм) — Іра
- 2015 — Духless 2 — Тетяна, секретар
- 2015 — Останній яничар (телесеріал) — Лідія
- 2015 — Жереб долі (телесеріал) — Ксенія Рязанова, студентка музичного училища / дочки Ксенії і Павла (Марина / Ольга / Дарина)[11]
- 2015 — Весь цей джем — інструктор з йоги
- 2016 — На лінії життя (телесеріал) — Олена Кожухова[12]
- 2016 — Зрада (короткометражний) — Кіра Соломіна

### Телевізійні лялькові шоу, мультфільми та реклама
- Рекламний ролик МТС «Nokia Lumia 820»[13]
- Політичне лялькове шоу «Пупсня» на телеканалі «ТЕТ» (ролі Віктора Ющенка, Юлії Тимошенко, Віктора Януковича та ін)
- Освітній ляльковий серіал Stroosh на онлайн-каналі KiddoTV — кілька ролей
- Короткометражний ляльковий фільм «Крос» у рамках дитячого мультиплікаційного журналу «Весела карусель» виробництва студії «Союзмультфільм».

### Виставки та перформанси
Музей образотворчих мистецтв імені О. С. Пушкіна
Виставка «Дім вражень. Прогулянка з трубадуром. Імпровізація. Звук» у садибі князів Голіциних, відеоінсталяція Саші Пирогової MONO. 
Премія Кандинського 2017 Саші Пирогової в номінації «Молодий художник. Проект року»
57-ма Венеційська бієнале
Експозиція Theatrum Orbis в павільйоні Росії, відео Саші Пирогової «Сад».

## Нагороди та номінації
| Рік  | Премія                                                     | Номінація            | Вистава                     | Результат |
| ---- | ---------------------------------------------------------- | -------------------- | --------------------------- | --------- |
| 2011 | V Міжнародний театральний фестиваль «Homo Ludens» Миколаїв | Найкраща жіноча роль | «Любов до трьох апельсинів» | Перемога  |
| 2014 | I Національний фестиваль «Прем'єри сезону» Київ            | Найкраща жіноча роль | «ОнОнаЖизнь»                | Перемога  |